# Майк Навроцький
Майк Навроцький (пол. Maik Nawrocki, нар. 7 лютого 2001, Бремен, Німеччина) — польський футболіст, центральний захисник клубу «Легія».

## Ігрова кар'єра

### Клубна
Майк Навроцький народився у місті Бремен і з п'ятирічного віку почав займатися футболом в академії місцевого клубу «Вердер». З юнацьких команд Навроцький пройшов шлях до дублю команди, що виступає в Регіональній лізі.
У 2020 році Навроцький підписав з «Вердером» професійний контракт. Але закріпитися в основі футболвст не зумів і через пік відправився в оренду - у польський клуб «Варта» з Познані. Сезон 2021/22 футболіст почав також в оренді в Польщі. Цього разу Навроцький захищщав кольори столичної «Легії». Після завершення орендного договору у травні 2022 року Навроцький підписав з «Легією» трирічний контракт на повноцінній основі.

### Збірна
З 2016 року Майк Навроцький виступав за юнацькі та молодіжну збірні Польщі.

## Титули і досягнення
- Володар Кубка Польщі (1):

«Легія»: 2022–23
- Володар Суперкубка Польщі (1):

«Легія»: 2023
- Чемпіон Шотландії (2):

«Селтік»: 2023–24, 2024–25
- Володар Кубка Шотландії (1):

«Селтік»: 2023–24
- Володар Кубка шотландської ліги (1):

«Селтік»: 2024–25